# Stegersbach
Stegersbach (del húngaro: Szentelek) es una ciudad localizada en el Distrito de Güssing, estado de Burgenland, Austria.
- Datos: Q646843
- Multimedia: Stegersbach / Q646843

1. ↑  Worldpostalcodes.org, código postal n.º 7551.